# Coelioxys dolichos
Coelioxys dolichos là một loài Hymenoptera trong họ Megachilidae. Loài này được Fox mô tả khoa học năm 1890.